# Kasteel van La Latte

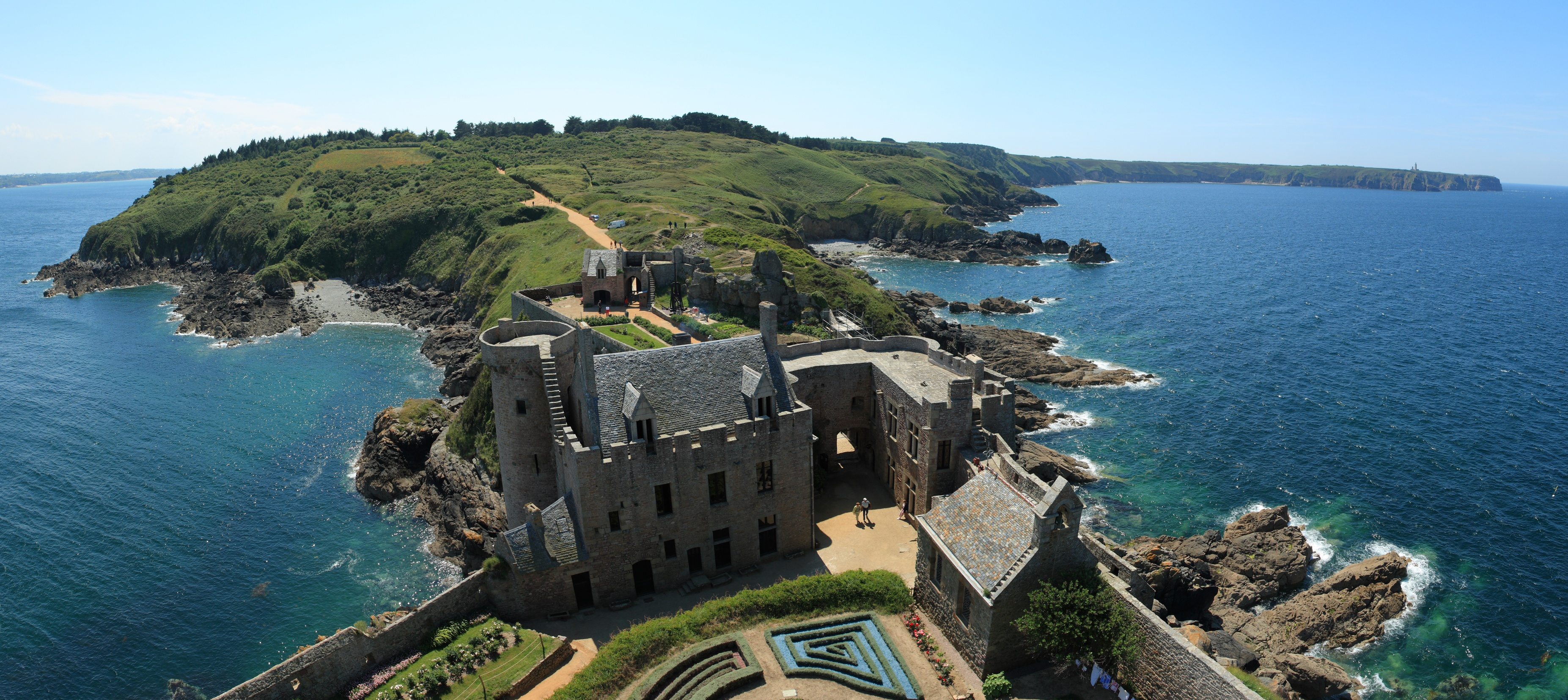
Het uiterst strategisch gelegen Fort La Latte, met in de verte rechts een van de vuurtorens van Cap Fréhel

Het Kasteel van La Rock Goyon (Frans: Château de La Roche Goyon) of Fort La Latte (Frans: Fort La Latte) is gelegen op ongeveer 4 km zuidoostelijk van Cap Fréhel in zo'n 35 km ten westen van Saint-Malo en Dinard, in het dorp Plévenon, Côtes-d'Armor, Bretagne, Frankrijk. Het kasteel is zichtbaar vanaf Saint-Cast-le-Guildo, Saint-Lunaire, Dinard, Saint-Malo.

## Geschiedenis

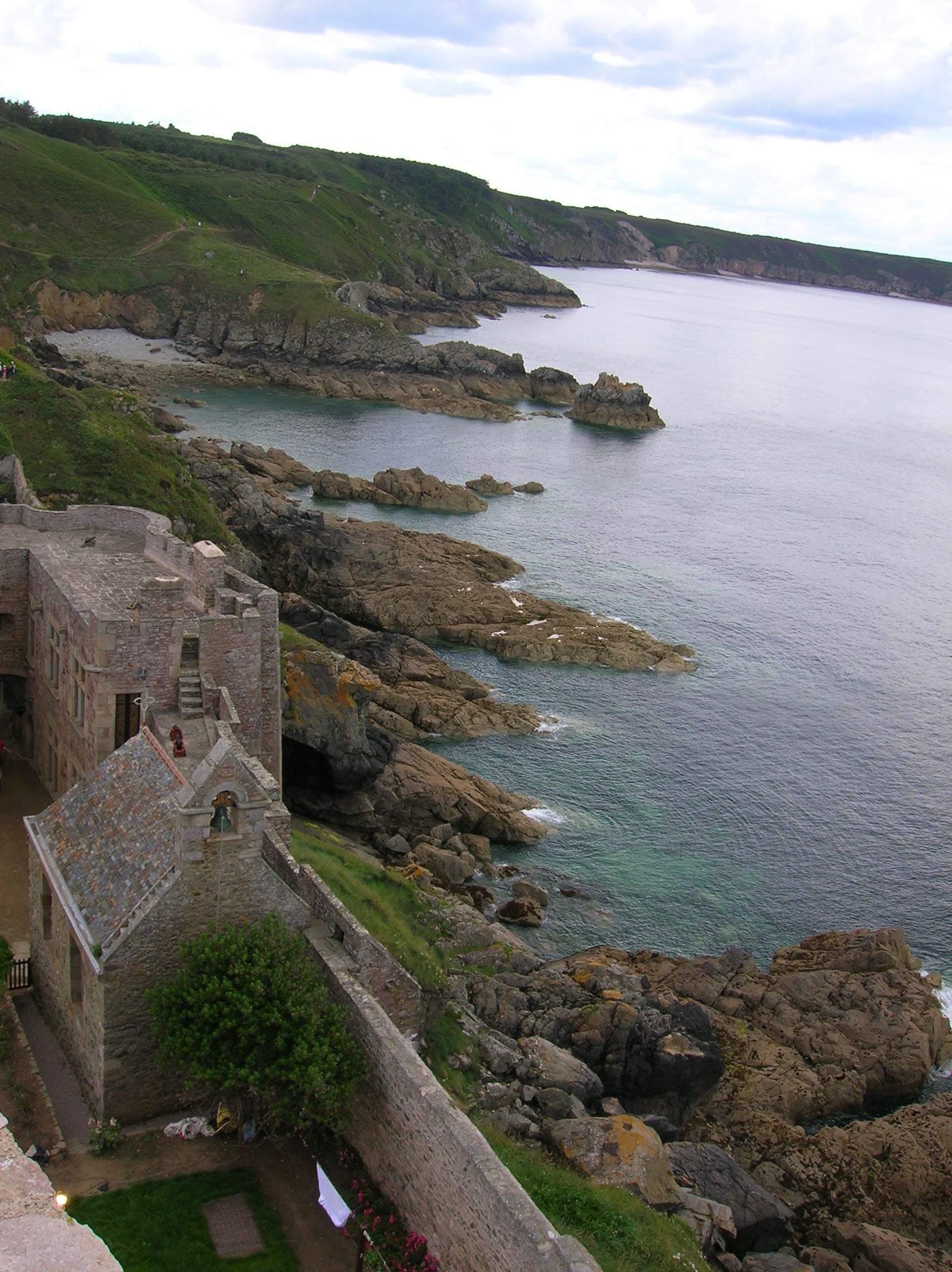
Gezicht op de kust vanaf het kasteel

Het Fort of kasteel is een bekende toeristische attractie aan de Côte-d'Emeraude in het noordoosten van Bretagne, een van de meest bezochte kastelen in Bretagne na het kasteel van de hertogen van Bretagne in Nantes. Het indrukwekkende kasteel werd gebouwd op een smalle rotsachtige landtong in de Baai van de Fresnaye in de eerste helft van de 14e eeuw.
Het Kasteel van La rock Goyon werd voltooid in de 14e eeuw door de Bretonse vooraanstaande adellijke familie Goyon of Gouyon-Matignon.
De uiteindelijke afwerking gebeurde door de heer van Matignon, Étienne III Gouyon. De bouw begon in 1340. De donjon, de hoofdtoren, dateert uit 1365-1370. Het kasteel werd belegerd door de Franse veldheer Bertrand du Guesclin tijdens de Honderdjarige Oorlog tegen de Engelse bezetters. Tussen 1379 en 1381 keerde het bouwwerk terug naar de heerschappij van hertog Jan IV van Bretagne. In 1390 viel het kasteel weer in Engelse handen, tot de Fransen de Engelsen weer verjoegen.
Het kasteel werd rond 1500 weer belegerd en ingenomen. Deze keer werd het bijna met de grond gelijk gemaakt. Nadien werd het weer in de oorspronkelijke stijl opgebouwd, en bleef zo bestaan tot de 17e eeuw, toen koning Lodewijk XIV het volledig transformeren tot een kustverdedigingskasteel en als bescherming van Saint-Malo en de rondom liggende stadjes, tegen Hollandse en Engelse indringers vanuit zee.
In de loop van de achttiende eeuw werd het kasteel een vesting.
Fort La Latte werd alsnog een voorrechtsbezit van de gastheer James II van Schotland in 1715, wiens gebruik van de plaats niet zo goedaardig waren. Hij beschouwde het kasteel als een bedreiging.
Tijdens zijn leven heeft het kasteel van Roche Goyon in deze wallen, een oven om de ijzeren ballen te laten bloeien, zijn donjon heeft een opslagruimte voor buskruit. Toen vloog het buskruitmagazijn door een onvoorzichtigheid in de lucht. Het kasteel was ook een gevangenisoord voor contra-revolutionairen tijdens de Franse Revolutie.
Ze kwam nog eens, voor de laatste maal deze keer, onder een aanval van 1815, door een groep rebellerende mannen van Saint-Malo, tijdens de "Cent-Jour". Na deze niet-succesvolle aanval van 1815, viel ze binnen een herstellingsperiode die tot op heden duurt. Vandaag is het kasteel teruggekeerd tot haar grootste glorie, waar ze haar vroegere gedaante terug verkreeg als een kasteel uit de 14e eeuw, dat een bezoek meer dan waard is.

## Restauratiewerken
Men begon vanaf de 17e eeuw met de restauratiewerken van het kasteel. Deze duurden tot in de loop van de 20e eeuw, met onderbrekingen tijdens de oorlogshandelingen. Het kasteel La Roche Goyon, geklasseerd als historisch monument in 1925, gekocht en gerestaureerd door een Bretonse familie sinds 1931.

## Ligging

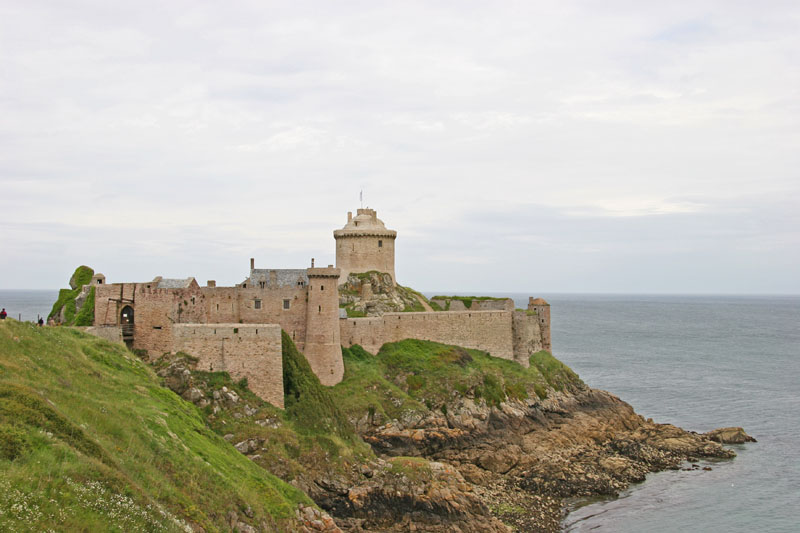
Kasteel van La Rock Goyon - Fort La Latte

Het kasteel of Fort La Latte is tot op heden nog redelijk goed bewaard gebleven als feodaal aspect op een spectaculair natuuroord. Via Matignon bereikt men het gehucht Trécelin, dat in de nabijheid van de noordwestkust van de Baie de la Frénaye ligt, op een afstand van 15 km van Saint-Cast-le-Guildo. Van daaruit is het Fort La Latte goed bereikbaar.
Het Fort domineert op de 60 à 70 meter hoge klifrotsen, die uitsteken boven de zee.
Het Fort zelf is gescheiden van het eigenlijke vasteland door een smalle diepe kloof, waarvan de hoofdvoorpoort met twee ophaalbruggen, het eigenlijke kasteel verbindt. Vroeger moest men twee wachtposten passeren, eer men in het eigenlijke kasteel binnen kon. Daarna moest men nog een zware houten traliepoort voorbijgaan.
Op de rondleidingsweg op het kasteel en zeker boven op de trappendonjon, heeft men een panoramisch vergezicht over alle kusten van de Côtes-d'Emeraude: l'Asne de Sévignés, Cap Fréhel, de Baai van la Frénaye, de punt van Saint-Cast, l'Ile Ebihens, Saint-Briac en Saint-Lunaire, de punt van Décallé, Saint-Malo, Paramé en Rothéneuf, Cézembre en de punt van Meinga.
Onderweg naar het kasteel staat een menhir, net als een omhooggestoken vinger van Gargantua. De legende vertelt dat deze reus, de voordien verloren gebieden tussen de gelijke kusten van La Manche en de Engelse kust, weer bijeen wou brengen. Men vindt ook de 'weg' van "zijn voetspoor en van zijn staf".

## Toeristische informatie
- Openingstijden: van 1 april tot 30 september - 10.30 uur tot 18.00 uur. Juli en augustus van 10.30 tot 19.00 uur Oktober van 13.00 tot 17.00 uur .Tijdens Franse schoolvakanties: zaterdag en zondag van 13 tot 18 uur.[1]

## Filmgebeuren
In 1957 werd hier de film "The Vikings" gedraaid, een prent van filmregisseur Richard Fleischer, met in de hoofdrollen Kirk Douglas (als prins Einar), Tony Curtis (als prins Eric), Ernest Borgnine (als de Vikinghoofdman Ragnar), Janet Leigh (als de Engelse prinses Morgana) en vele andere acteurs en figuranten. Ten tijde van de Noormannen bestond Fort La Latte nog niet, alhoewel er wel Vikingaanvallen plaatsvonden langs de Bretonse kusten, toch vooral tegen Saint-Malo. Richard Fleischer zocht en vond een uitstekende locatie, daar er in de wijde omtrek niets "modern storend" te zien is, zodanig dat de Vroeg-Middeleeuwse sfeer niet in het gedrang kwam.
Onderweg naar het Fort staat (of stond) in het struikgewas, nog de film-boomstormram, waarmee de aanvallende Vikingfiguranten, de eerste voorpoort 'inbeukten'. Eigenlijk was deze pseudo-lichte-stormram een holle constructie met gebogen houten latten, met overlangs afzonderlijke plankjes die over het omhulsel genageld waren. Daarop waren echte smalle boomschorsen bevestigd om de indruk te geven dat het een 'zware' eik was, met op een 'punt' gekapte ramkop, die op acht houten wielen werd vooruitgeduwd. Jammer genoeg stond het overwoekerd in het struikgewas. Vermoedelijk is ze nu geheel verdwenen na 50 jaar in weer in wind te hebben gestaan...
In het Fort is er een binnenplaats, met links van de ingangspoort, de kapel, die op het bovenste verdiep is, waar toen een stuntman, in de plaats van Kirk Douglas (Einar), via een enterhaaktouw aan de kantelen, het brandglasraam van de kapel inramde. De kapel kan men bezoeken.
Ook was het stuntwerk fenomenaal tegen de tweede opgehaalde ophaalbrug, waar een stuntman met bijlslagen in de onderkant van de brug omhoog klom via deze bijlen naar het rechter kettinggat van de ophaalbrug.
Bij het huis van de huisbewaarder stonden en lagen nog de filmwapens, houten schilden, houten zwaarden, puntloze pijlen en namaak bijlen. Rechtdoor waren de woonvertrekken van de heer van het fort en zijn familie. Verder zijn nog de soldatenverblijven en de bijna verdwenen paardenstallingen. Ook buskruithuisjes staan er op de wallen, wat wel de gevaarlijkste plaatsen waren in tijd van oorlog. Op de grote donjon, die men via een stenen draaitrap kan bereiken, kan men vanop het trappendak de wijde omtrek overzien en heeft men vanaf hier een panoramisch vergezicht. Hier werd het duel uitgevochten tussen prins Einar (Kirk Douglas) en prins Eric (Tony Curtis), waardoor uiteindelijk Einar de strijd verliest.

## Films
- The Vikings, 1958
- Metzengerstein, eerste episode van de anthologiefilm Histoires extraordinaires, 1968
- Lancelot du Lac, 1970
- La danse de mort, 1983
- Chouans I, 1987
- Le Jeu du Roi, 1988
- Ridicule, 1996
- Le coeur et l'épée (Il cuore e la spada, Heart and Sword), 1998